# 10163 Onomichi
10163 Onomichi este un asteroid din centura principală de asteroizi.

## Descriere
10163 Onomichi este un asteroid din centura principală de asteroizi. A fost descoperit pe 26 ianuarie 1995 la Kuma Kogen de Akimasa Nakamura. Asteroidul prezintă o orbită caracterizată de o semiaxă mare de 2,38 ua, o excentricitate de 0,21 și o înclinație de 1,5° în raport cu ecliptica.